# Streghe all'Opera
Streghe all'Opera (Maskerade) è il diciottesimo romanzo fantasy comico dello scrittore britannico Terry Pratchett della serie del Mondo Disco e il quinto del Ciclo delle streghe.
Il titolo originale è anche una variazione di "Masquerade", parola che indica anche "un ballo in maschera".
Il tema principale di questo romanzo è il mondo dell'Opera, con riferimenti al Fantasma dell'Opera.
Il libro è uscito in italiano per Salani in data 14/04/2023, p. 352, EAN 9788831013895

## La Trama
Dopo aver scoperto che il libro di cucina di Nonna Ogg ha riscosso un grandissimo successo ad Ankh-Morpork (anche grazie agli aneddoti salaci che lo costellano), senza che alla suddetta venisse corrisposto un ghello, la Nonnina Weatherwax la coinvolge in un viaggio nella grande città per prendere di petto l'editore, perché "nessuno frega una strega" (è male per la categoria).
Le due vengono quindi introdotte al "magico" mondo dell'Opera di Ankh-Morpork, pieno di fascino, misteri e, di recente, di morti misteriose e di minacciosi messaggi misteriosi, completi di minacciose risate (rese per iscritto).
In questo mondo fuori dal mondo non mancano direttori di teatro fuori di testa, uomini delle pulizie complessati, cantanti di talento e bellezza inversamente proporzionali tra loro, e, come se non bastasse, non manca neanche un "fantasma" dell'Opera, debitamente mascherato.
Le due streghe si interessano particolarmente a un rimpiazzo di Magrat Garlick, che ha lasciato il loro gruppo per diventare la regina di Lancre. Riusciranno le due streghe a risolvere il mistero che minaccia l'Opera? Riusciranno a smascherare il fantasma dell'Opera? In particolare, riusciranno a convincere Agnes Nitt, una possibile strega, a lasciare il fascinoso mondo dell'Opera?

## Adattamenti
Un adattamento teatrale di Hana Burešová e Štěpán Otčenášek (basato in parte sull'adattamento preesistente di Stephen Briggs) ha debuttato nel Divadlo V Dlouhé (Praga) nell'aprile 2006.
Pratchett ha assistito allo spettacolo di chiusura cinque anni dopo.